# Oued Massa
 (mars 2015).
Si vous disposez d'ouvrages ou d'articles de référence ou si vous connaissez des sites web de qualité traitant du thème abordé ici, merci de compléter l'article en donnant les références utiles à sa vérifiabilité et en les liant à la section « Notes et références ».
L'oued Massa est un fleuve marocain, long de 120 km. Elle se jette à une dizaine de kilomètres de la commune rurale de Massa, qui porte son nom. Son bassin se situe au sud de la région Souss-Massa, composée de la région du Souss au nord et du fleuve Massa au sud.

## Géographie
À 50 km au sud d'Agadir, près du village de Sidi R'bat, dans la province de Chtouka-Aït Baha en région Souss-Massa, l'oued se jette dans l'océan Atlantique.

## L'embouchure de l'Oued Massa
L'embouchure, sujette au mouvement des marées, reste en eau toute l'année. C'est une eau saumâtre favorable au développement d'une chaîne alimentaire riche d'une multitude d'espèces animales, où les oiseaux et les mammifères sont bien représentés.
L'embouchure, depuis longtemps organisée en réserve naturelle, est une halte migratoire et un lieu d'hivernage pour beaucoup d'oiseaux circulant entre l'Europe et l'Afrique via Gibraltar. Les limicoles en sont les premiers bénéficiaires dont certains, en voie d'extinction, ne sont plus observés qu'au Maroc.

## La réserve ornithologique

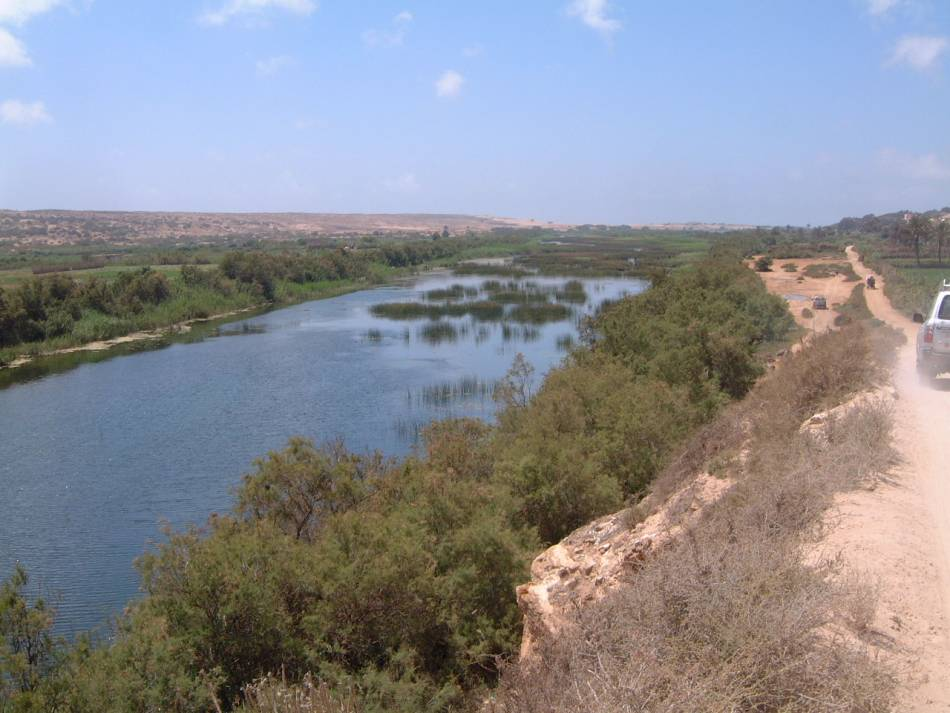
Embouchure de l’oued Massa

La réserve est facile d'accès depuis la N1. À environ 60 km au sud d'Agadir, tourner à droite au rond-point vers Sidi R'bat le village touristique. Traverser le village et tourner à droite au croisement. Cette route se transforme en piste sablonneuse qui mène à la porte de la réserve et au parking.
L'oued Massa fait partie du Parc national de Souss-Massa. Il protégera donc cette importante halte migratoire entre l'Afrique tropicale et l'Europe. Aujourd'hui, il a surtout en charge la protection de la dernière population viable d'ibis chauves du monde.
Le parc géré par le Haut Commissariat des Eaux et Forêts et de la Lutte contre la désertification, s'organise. Une garderie se met en place et certains des agents techniques ont de solides connaissances naturalistes, ce qui permet un bon suivi des populations d'oiseaux. Des parcours écotouristiques se sont mis en place et des guides locaux se sont formés. Il est alors possible, en toute discrétion, d'observer les allées et venues des oiseaux en fonction des marées et les ébats de nombreux sangliers dans les vasières, à toute heure de la journée.

## Les jardins
En amont de la réserve intégrale, là où l'eau reste douce, s'étalent les jardins irrigués de Massa, sur les coteaux de la vallée de l'Oued, de nombreux douars (villages) sont installés. Dans ces jardins il règne une activité rurale fébrile. Un va-et-vient d'ânes chargés de luzerne, de maïs ou de fèves, circulent entre les nombreux chemins creux servant de canaux d'irrigation lors de l'inondation des parcelles.

## La pêche
L’Oued Massa, rivière à courant très lent, d’une largeur variant de 15 à 40 mètres environ, la rivière Massa est bordée de chaque côté par une roselière dense et continue rendant l’approche ainsi que la pêche à pied quasi impossible. L’oued se présente comme une alternance de pools plus ou moins poissonneux, ou la clarté de l’eau laisse apparaître de magnifiques tâches de sable au milieu de massifs de myriophylles. Pour ce qui est du biotope, nous n’avons pu observer que deux espèces de poisson : mulet et black bass.

## Le barrage de Youssef ben Tachfin

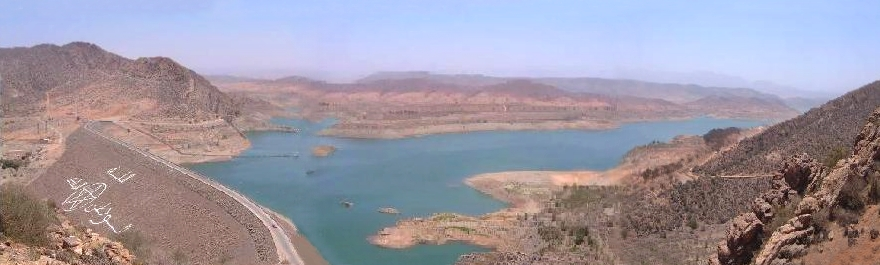
Barrage Youssef Ibn Tachfin

Logé dans les contreforts de l’Anti-Atlas, cet ouvrage, d’une hauteur de 85 m et d’une longueur de 707 m a été mis en eau en 1972. Il barre un des bras de l’oued Massa en formant un lac artificiel de près de 7 km de long et d’une capacité utile de 304 millions de M3 pour une surface de bassin de 3800 ha. Le but est de créer dans la plaine de la Chtouka une superficie de 18 000 ha consacrés essentiellement aux primeurs et aux agrumes.
La plaine de la Chtouka constitue la prolongation de la plaine du Souss, limitée par l’oued Massa, est soumise à un régime pluviométrique sévère avec une moyenne de 100 mm/an. Il n'existe aucun oued dans cette plaine et les seules resources en eau se limitent à la nappe phréatique (potentiel évaluée à 110 millions de m3).